# Roberto Vidal Bolaño
Roberto Vidal Bolaño (Santiago de Compostela, 31 de julio de 1950 - Santiago de Compostela, 11 de septiembre de 2002) fue un escritor y actor de teatro gallego al  que se le dedicó el Día de las Letras Galegas del año 2013.

## Datos biográficos
Nacido en Santiago de Compostela, se inició en el mundo teatral de la mano del grupo Antroido, en el cual representó como actor sus primeras obras. Con Antroido acudió a las Mostras de Teatro Abrente de Ribadavia (1973-1980), muestras en las que se dio a conocer como dramaturgo y escénografo (con el pseudónimo de Julia Brens).
Vidal Bolaño fue uno de los mayores artífices de la profesionalización del teatro gallego. Debido al despido en 1977 del banco en el que trabajaba, este dramaturgo se vio en la obligación de convertir el Grupo Antroido en la primera compañía teatral gallega. También fue uno de los primeros directores que participaron del teatro institucional, poniendo en escena (en colaboración con el Centro Dramático Galego) en 1984 su obra Agasallo de sombras. Cultivó, además de la dramaturgia, las artes audiovisuales, haciendo guiones para la Televisión de Galicia y para Televisión Española. Trabajos como Malos Tratos, Novo de Parmiude o Morosos Varios son de su autoría. Llevó a la pantalla relatos de grandes escritores gallegos del siglo XX, como Ánxel Fole (Cara de Lúa) y Eduardo Blanco Amor (O Noxo) e incluso participó como actor en varias series televisivas de prestigio, como Mareas vivas.
En el año 2001, representó con el Centro Dramático Gallego Rosalía que Ramón Otero Pedrayo escribió en 1958. Sus últimas actuaciones fueron en el grupo "Teatro do aquí", su compañía de los últimos años. Vidal Bolaño falleció en el año 2002, en su Compostela natal víctima de un cáncer de pulmón.

## Obra
La obra de Roberto Vidal Bolaño está marcada por la estética de la derrota y la crítica de la modernidad. Tal vez influido por Ramón Otero Pedrayo defendió una recuperación de lo popular. Cultivó igualmente, como Otero, el teatro histórico, alrededor de la figura de Rosalía de Castro obras que constituyen ensayos sobre la vida y la obra de la poeta más conocida de Galicia. Además, una de sus mayores influencias fue la del teatro de Valle-Inclán, a quien mencionó varias veces a lo largo de su obra.
Sus obras recogen y mezclan las corrientes estéticas del realismo, simbolismo, surrealismo y expresionismo. Son piezas en las que se destaca y cuida el diálogo con el público.

### Representaciones destacadas
Vidal Bolaño destacó como actor, director, escenógrafo e iluminador.
- Laudamuco, Señor de Ningures (1976)

- Bailadela da morte ditosa (1980)

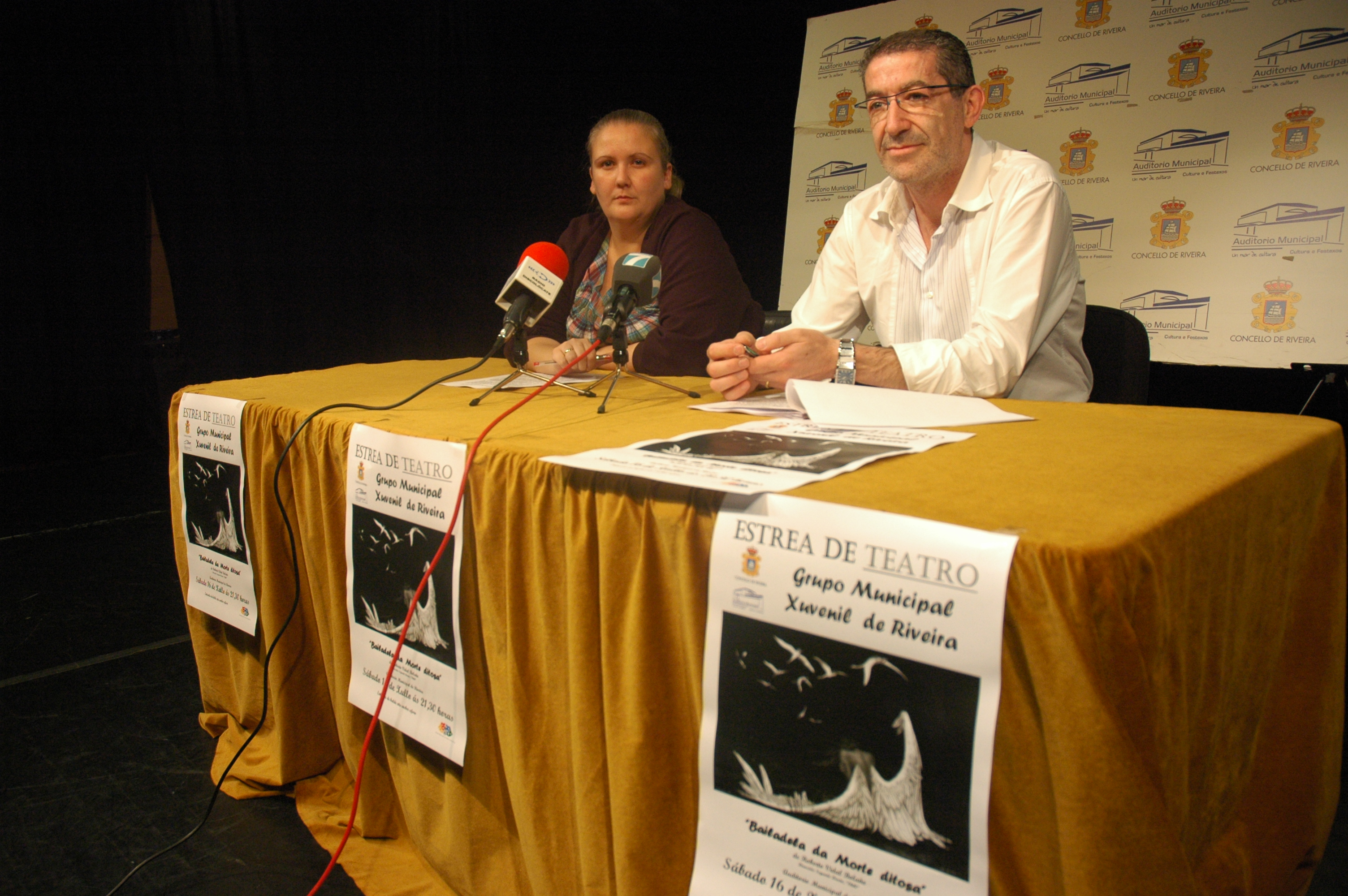
Presentación de una representación de Bailadela da morte ditosa en Ribeira.

- A Casa dos Afogados (de Miguel Anxo Fernán-Vello)
- Rosalía (de Ramón Otero Pedrayo) (1985)
- Caprice des Dieux (1985)
- Anxeliños. Comedia Satánica (1996)
- La Lengua de las Mariposas (1999)
- Mar Revolto (2001)

### Obras escritas destacadas
- Laudamuco, Señor de Ningures (1976)
- Bailadela da morte ditosa (1980)
- Agasallo de Sombras (1984)
- Días sen Gloria (1992)
- Saxo Tenor (1993)
- As Actas Escuras (1994)
- Rastros (1998)
- O Día que os Chífanos Deixaron de Zoar

### Ensayo
- Perspectivas do Teatro Galego Actual (2002)

## Premios honoríficos
- Abrente (1976), con Laudamuco Señor de ningures.
- Abrente (1978) Mención Especial (Memorias de Mortos e Ausentes).
- Abrente (1980), con Bailadela da Morte Ditosa
- O Facho (1977). Mención honorífica con Xaxara, Paniogas, Tarelo, o Rapaz e o Cachamon ou Trocar en Rato Pequeno o Meirande Xigantón".
- O Facho (1979) Mención honorífica con Ruada das Papas e do Unto.
- Medalla de oro (Premio ciudad de Valladolid) (1983-1984) por una adaptación teatral de textos de Xosé Luís Méndez Ferrín.
- Premio Rafael Dieste
- Premio Álvaro Cunqueiro
- Premio Xacobeo (1992)
- Premio Eixo Atlántico
- Premios Max de Teatro (2001) (mejor texto teatral en gallego)
- Se le dedicó el Día de las Letras Gallegas en 2013